# Playa de Horcas Coloradas
La playa De Horcas Coloradas está situada en la Ciudad Autónoma de Melilla, España. Posee una longitud de alrededor de 400 metros y un ancho promedio de 40 metros.
En el año 2015 esta playa fue galardonada con bandera azul y es de las más visitadas por toda Melilla por su ubicación y fácil acceso.